# Мост Моранди
Мост Мора́нди (итал. ponte Morandi, «понте Моранди») был центральным сооружением виадука Польчевера (итал. viadotto Polcevera) в Лигурии (Италия) на автостраде A10 в черте города Генуи. Проходил над рекой Польчевера. Назван в честь инженера Риккардо Моранди.

## История
Проектирование и строительство

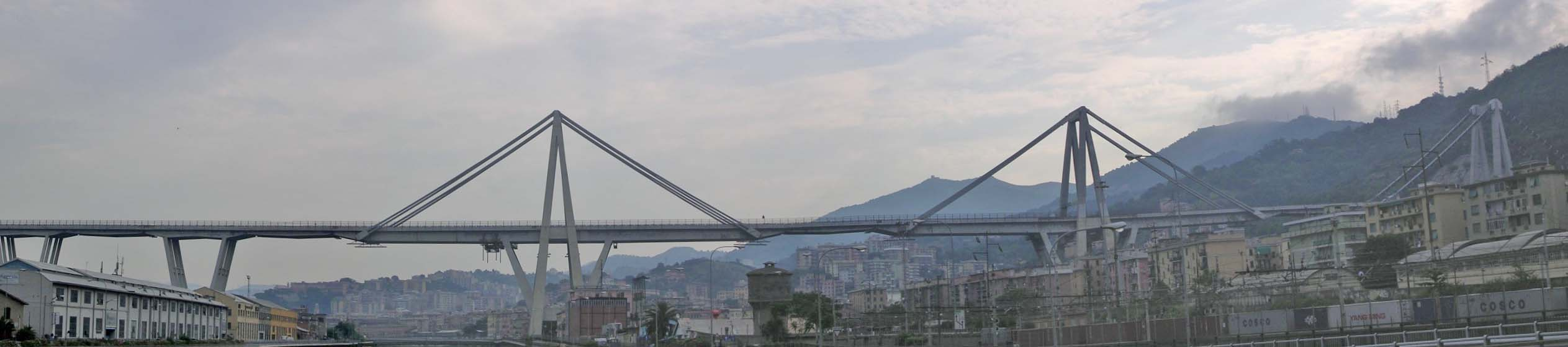
Мост в 2007 году

Мост был спроектирован Риккардо Моранди. Строительство началось в 1962 году компанией Società Italiana per Condotte d'Acqua и завершилось в 1967 году, когда мост был открыт 4 сентября в присутствии президента Италии Джузеппе Сарагата. Стоимость строительства составила 3,8 миллиарда итальянских лир.
Ремонтные работы
С 1992 по 1994 годы были проведены ремонтные работы на стальных тросах, которые частично сильно проржавели. В 2014 году в генуэзской газете Il Secolo XIX было написано, что пришло время для сноса моста. В мае 2016 года Антонио Брэнчич, профессор Университета Генуи и эксперт в области железобетона, заявил: «Настанет момент, когда расходы на обслуживание превысят затраты на замену моста. Уже в конце 1990-х годов расходы на ремонт составили 80% от стоимости строительства». В мае 2018 года были объявлены тендеры на дорожные работы на сумму 20 миллионов евро, включая ремонт системы подвесных тросов на западной и восточной опорах, как это было сделано для восточной опоры в 1990-х годах. Срок подачи заявок закончился в сентябре.
Утром в день обрушения проводились работы на мосту в районе обрушившейся опоры (ремонт дорожной балки в сторону востока, работы в сторону запада были выполнены в 2017 году). Были установлены новые боковые защитные бетонные барьеры (Jersey-barriers), мостовой автомобиль и защитная сеть под мостом. Эти работы не входили в список запланированных ремонтных мероприятий, объявленных в мае 2018 года.
По словам оператора моста, расходы на его обслуживание в Генуе, в частности из-за устаревшей инфраструктуры, в два раза выше, чем в остальной части Италии, а для мостов — в четыре раза.
3 августа 2020 года на месте моста Моранди открыт мост Святого Георгия длиной 1067 метров, построенный по проекту Ренцо Пиано.

## Обрушения моста в 2018 году и последующий демонтаж
14 августа 2018 года в 11:36 утра западная опора моста, вместе с подвесными балками с обеих сторон, обрушилась на протяжении 250 метров. В пропасть упали 35 легковых автомобилей и три грузовика, в результате чего погибло человека. Несколько человек были частично в критическом состоянии в больнице. 13 из погибших были иностранцами (четыре француза, три чилийца, два албанца, два румына, один колумбиец и один перуанец). По меньшей мере двое человек получили травмы в соседних домах, которые были повреждены частями моста. Бывший профессиональный вратарь Давиде Капелло выжил после падения своего автомобиля. 19 августа поиски людей на месте происшествия были завершены, так как больше не было пропавших без вести.
Во время обрушения шёл сильный дождь и был гроза. Один свидетель сообщил о сильных колебаниях моста незадолго до его обрушения.
Антонио Брэнчич, который после обрушения был назначен экспертом в состав расследовательской комиссии правительства, объяснил катастрофу «процессами старения». В целях предосторожности более 600 человек были вынуждены покинуть свои дома в районе моста на неопределённый срок. После того как были услышаны подозрительные звуки от моста, жителям было запрещено временно возвращаться в свои квартиры. Региональный президент Лигурии Джованни Тоти пообещал всем эвакуированным новые квартиры в течение максимум восьми недель. Премьер-министр Италии Джузеппе Конте объявил чрезвычайное положение в северной итальянской части города сроком на двенадцать месяцев.
В сентябре 2018 года были опубликованы первые результаты анализа с видеокамер моста. Сначала в южных тросах обрушившейся опоры 9 возникли проблемы. Это, вероятно, стало причиной шума, который услышали свидетели. Затем упали подвесные балки дорожного покрытия с обеих сторон опоры, после чего повреждены были и северные тросы, и в конечном итоге обрушилась сама опора. Все эти события произошли за несколько секунд.
В декабре 2018 года стало известно предварительное судебное заключение Федерального института материаловедения и исследовательских испытаний (Empa), в котором указывается, что недостаточный уход за стальными тросами на девятой опоре стал причиной обрушения. Стальные тросы на этом участке были в среднем наполовину проржавевшими.
Демонтаж моста начался 8 февраля 2019 года с небольшой государственной церемонии. 28 июня 2019 года были взорваны оставшиеся две главные опоры моста одновременно. До этого подвесные балки, находившиеся между восточными опорами моста, были опущены на землю с помощью временных поддерживающих конструкций и затем разрушены.
1 июля 2019 года итальянские власти опубликовали новое видео обрушения моста Понте-Моранди, которое, в отличие от ранее опубликованных материалов, показывает процесс разрушения с очень близкой позиции. На видео видно, как юго-западный трос сначала рвётся, и вся опора с находящимися на ней транспортными средствами обрушивается в течение нескольких секунд.

## Cтатические исследования причин обрушения
Статический анализ моста с симуляцией его разрушения был проведён Гианом Микеле Кальви и его коллегами в 2019 году, и в 2020 году эта работа получила премию за выдающуюся статью от IABSE. Исследования показали, что мост имел большие запасы прочности в разных частях, однако в некоторых местах было недостаточное встраивание стали в бетон. Основной вывод авторов заключался в том, что причиной обрушения не стал постепенный процесс потери прочности в одной из наклонных растяжек, например, из-за коррозии бетонных покрытых тросов. Такой процесс потребовал бы слишком больших потерь прочности тросов, что привело бы к заметным повреждениям на дороге ещё до полного обрушения моста.
Также была отвергнута версия о локальном воздействии нагрузки на критические участки моста с последующей коррозией, которое могло бы вызвать обрушение, даже если бы одна из балок была повреждена. Вместо этого авторы предположили, что причина обрушения — это разрушение соединения наклонной растяжки с дорогой, особенно юго-западной растяжки пилона, который и привёл к разрушению моста. Это могло быть связано с усталостью материала или ухудшением качества соединяющего элемента. Для подтверждения своей гипотезы они использовали симуляцию обрушения с помощью метода приложенных элементов (AEM) и сравнили её с распределением обломков.
Авторы подчеркнули, что они использовали только общедоступные строительные чертежи, так как данные текущих расследований были засекречены. Распределение обломков они могли определить только с помощью доступных аэрофотоснимков, а не из официальных данных расследования.